# Le Mesnilbus
Le Mesnilbus is een plaats en voormalige gemeente in het Franse departement Manche in de regio Normandië en telt 339 inwoners (2017). De plaats maakt deel uit van het arrondissement Coutances.

## Geschiedenis
Le Mesnilbus maakte deel uit van het kanton Saint-Sauveur-Lendelin tot dit op 22 maart werd opgeheven en de gemeente werd opgenomen in het kanton Agon-Coutainville. Op 1 januari 2019 werd de gemeente opgeheven en werd Le Mesnilbus een commune déléguée van de op die dag gevormde commune nouvelle Saint-Sauveur-Villages.

## Geografie
De oppervlakte van Le Mesnilbus bedraagt 5,0 km², de bevolkingsdichtheid is 51,8 inwoners per km².
De onderstaande kaart toont de ligging van Le Mesnilbus met de belangrijkste infrastructuur en aangrenzende gemeenten.

## Demografie
Onderstaande figuur toont het verloop van het inwonertal (bron: INSEE-tellingen).

Ancteville · Le Mesnilbus · La Ronde-Haye · Saint-Aubin-du-Perron · Saint-Michel-de-la-Pierre · Saint-Sauveur-Lendelin · Vaudrimesnil